# Archenteron
De archenteron of oerdarm is de interne holte van het primitieve maag-darmstelsel dat zich vormt tijdens de gastrulatie in een zich ontwikkelend embryo. 
Gastrulatie is een stadium van embryogenese in meercellige organismen. Tijdens de gastrulatie  wordt de gastrula gevormd door instulping van de blastulawand. Hierdoor ontstaat een dubbelwandige structuur met de twee kiemlagen, ectoderm (buitenkant) en endoderm (binnenkant). Terwijl het ectoderm het buitenoppervlak van het embryo vormt en later de buitenste lichaamsbedekking vormt, vormt het endoderm de embryonale oerdarm. In het verdere verloop van de embryogenese worden het spijsverteringskanaal en de inwendige organen gevormd uit de oerdarm.
De plaats waar de oerdarm naar buiten opengaat, wordt de oermond genoemd, omdat bij veel levende wezens de mond zich vanuit dit gebied ontwikkelt. Onder de tweezijdigsymmetrische dieren (Bilateria) bevinden zich de Protostomia; Bij hun verdere ontwikkeling wordt een tweede opening in de oerdarm gevormd voor uitscheiding. Protostoma omvatten bijvoorbeeld insecten. In het geval van de Deuterostomia, waartoe alle gewervelde dieren behoren, functioneert de primaire opening van de oermond later als uitscheidingsopening of anus, en wordt de secundaire opening aan het andere uiteinde van de oerdarm de (nieuwe) mond. Andere dieren hebben óf één opening óf geen expliciet spijsverteringskanaal. Kwallen hebben bijvoorbeeld één opening, die later gebruikt wordt voor zowel absorptie als uitscheiding.

## Vorming bij zee-egels

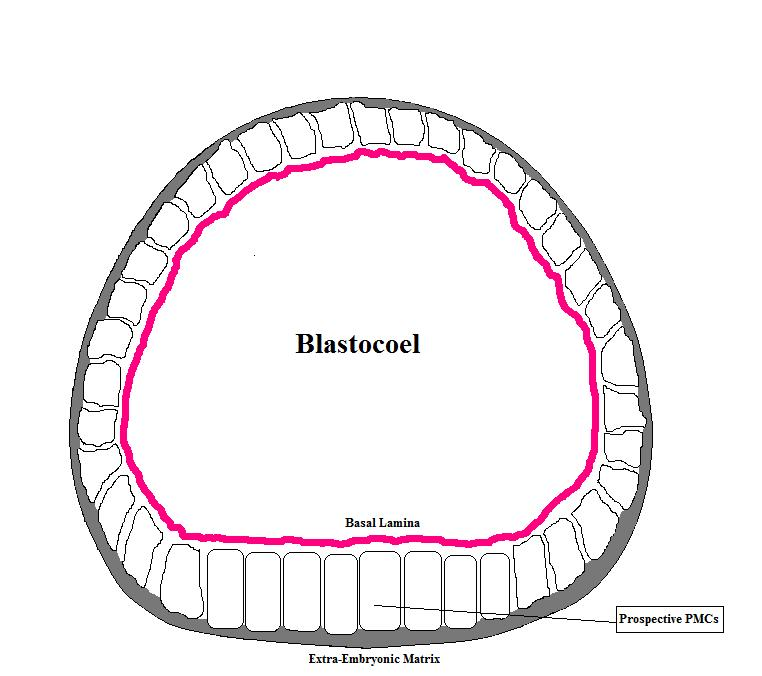
Zee-egel-blastula met de plaats waar de primaire mesenchymcellen binnendringen

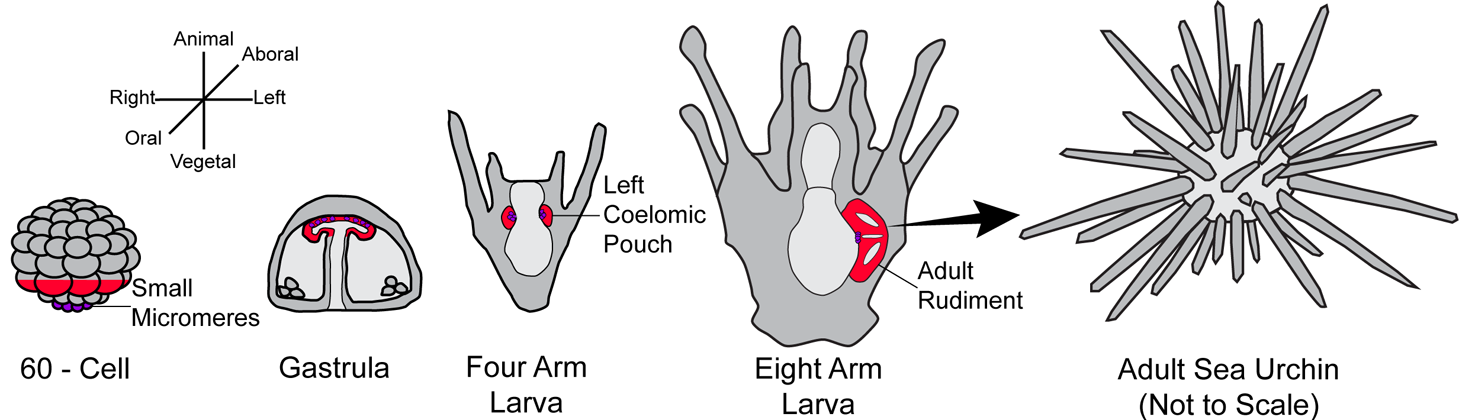
Ontwikkeling zee-egels

Zee-egels hebben een holoblastische isolecithale radiale klieving. Het ei heeft weinig dooier dat gelijkmatig verdeeld is. 
De vegetatieve pool van de blastula vlakt af. Terwijl primaire mesenchym-cellen zich losmaken van de vegetatieve pool en van vorm veranderen en de met vloeistof gevulde holte (blastocoel) in het midden binnengaan, worden de resterende cellen aan de vegetatieve pool afgevlakt en vormen ze een vegetatieve plaat. Deze stulpt naar binnen richting de blastocoel in een proces dat invaginatie wordt genoemd. De cellen worden opnieuw gerangschikt totdat de ondiepe instulping gevormd door invaginatie verandert in een dieper, smaller zakje gevormd door het endoderm van de gastrula. Dit zakje wordt smaller en langer en wordt de archenteron. Andere cellen laten los en vormen het mesenchym. Dunne vezels (filopodia) van mesenchymcellen hechten aan het bovenliggende ectoderm en het archenteron verlengt zich, geholpen door het samentrekking van mesenchymcellen. Het open uiteinde van de archenteron wordt de blastoporus genoemd, die de anus van het volwassen dier zal vormen. De mond ontstaat waar het archenteron het ectoderm raakt. Het endoderm van het archenteron smelten samen met het ectoderm en vormen de wand van de blastocoel.

## Vorming bij amfibieën

Epibolische beweging van cellen tijdens de gastrulatie en met blastoporus

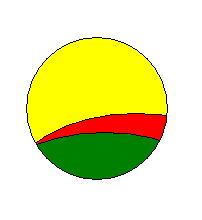
Diagram van de te onderscheiden plasmagebieden in een bevruchte amfibie eicel:geel - dooierarm deel, rood - grijs sikkelvormig deel
groen - dooierrijk deel

Amfibieën hebben een holoblastische mesolecitische ongelijke radiale klieving. In eieren zoals die van amfibieën, die een matige hoeveelheid dooier bevatten, blijft de klieving veel steeds kleinere cellen (micromeren) produceren op het dierlijke halfrond en grotere cellen (macroemeren) op het vegetatieve halfrond. Om de gastrulatie op gang te brengen, stulpen sommige cellen in de grijze sikkelvormige laag in en vormen een spleetachtige blastoporus. De grijze sikkelvormige laag is het gebied met een grijze pigmentatie in de marginale zone van het ei, veroorzaakt door een verschuiving in de gepigmenteerde buitenste laag van het ei tegenover de plaats waar het sperma binnengekomen is. De instulping wordt de lip van de blastoporus of de dorsale lip genoemd. Kleine blastomeren (micromeren) van de dierlijke pool beginnen dan in een laag over de dorsale lip van de blastoporus te schuiven en gaan de blastocoel in. Tegelijkertijd blijven celdelingen het aantal cellen vergroten. Omdat de kleine cellen van het dierlijke halfrond sneller blijven delen dan de grotere cellen van het vegetatieve halfrond, groeien deze kleinere cellen over de grotere cellen van het vegetatieve halfrond heen en omringen deze. Wanneer deze kleinere cellen de blastoporus bereiken, bewegen zij ook naar binnen, zodat de celmigratie naar binnen rondom de blastoporus plaatsvindt. Deze cellen zullen een groot deel van het endoderm en mesoderm van het zich ontwikkelende embryo vormen. De blastoporus wordt de anus (bij alle Deuterostomia, waartoe de amfibieën behoren).

## Vorming bij vogels en reptielen

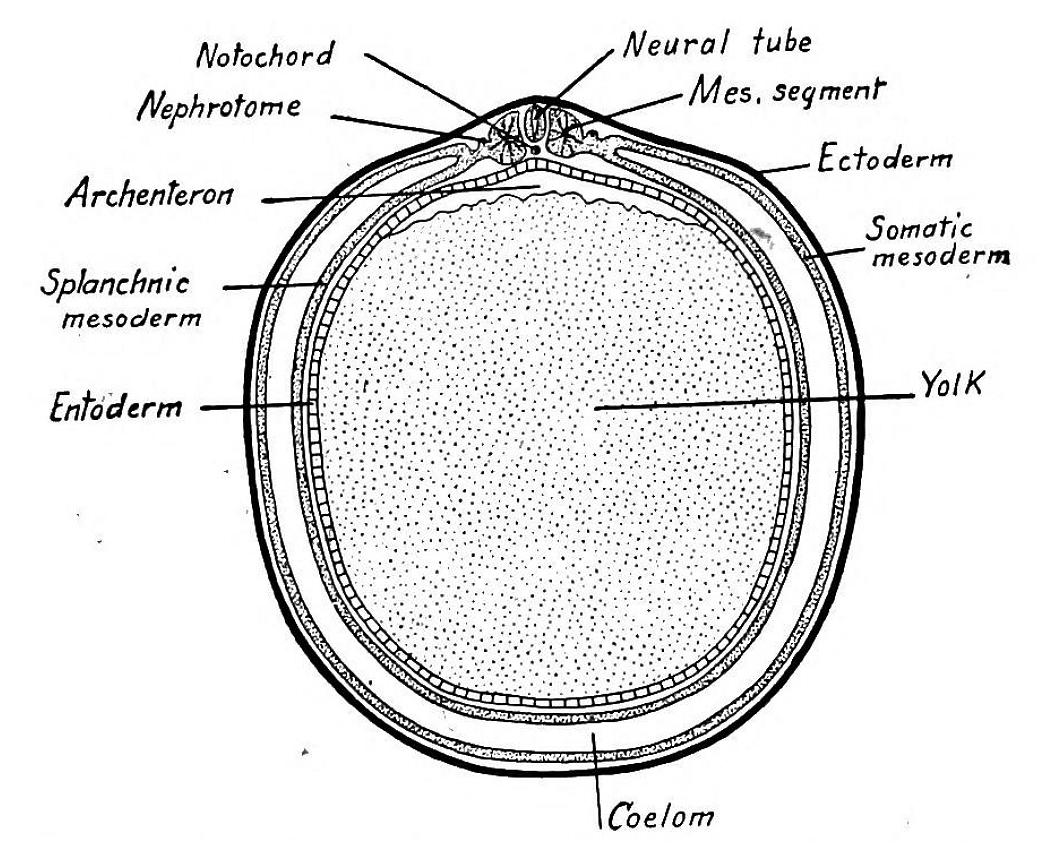
Dwarsdoorsnede embryo van een vogel.

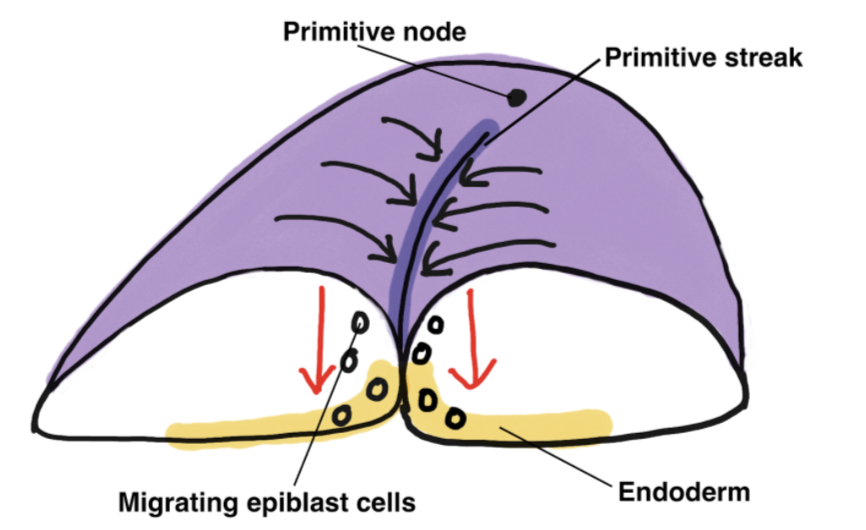
Migratie van epiblastcellen

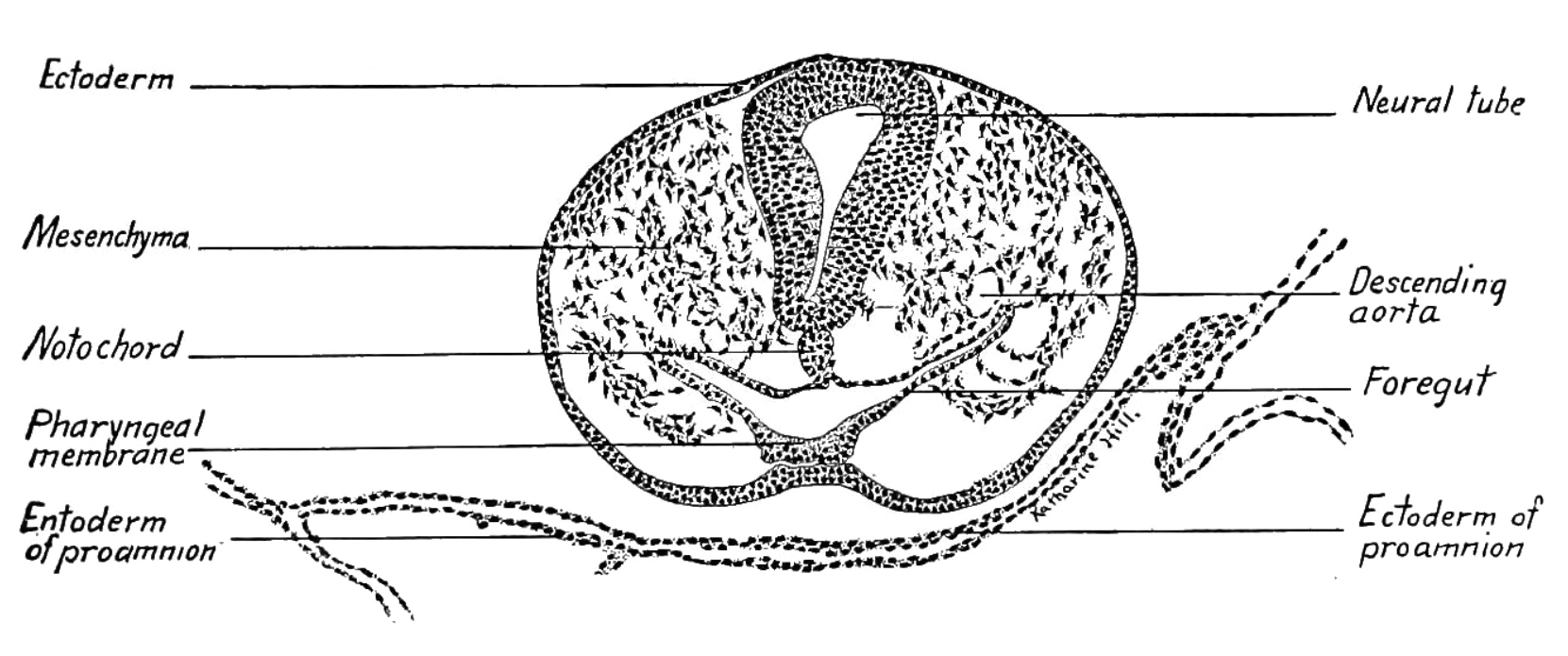
Dwarsdoorsnede van een 25 uur oud embryo van een vogel.

Vogels en reptielen hebben een meroblastische telolecithale discoidale klieving. In de zeer dooierrijke eieren bevindt de kiemschijf zich bovenop de dooier en vormt de blastoporus zich als een groef in de primitieve streep, een verzameling cellen die aan het voorste uiteinde gemarkeerd zijn door de knoop van Hensen. Cellen die het mesoderm en endoderm zullen worden, migreren naar binnen in de blastocoel via de knoop van Hensen en langs de hele groef van de primitieve streep.
De vorming begint met het afvlakken van de kiemschijf. De onderliggende epiblastcellen veranderen van vorm en worden dikker, waardoor de primitieve streep ontstaat. De primitieve streep wordt langer door migratie van cellen en vernauwing en vormt de primitieve groef met de blastoporus. Cellen van de buitenste laag migreren naar binnen via de zijkanten van de primitieve groef en het knooppunt van Hensen. Ze vormen het mesoderm en het endoderm (entoderm). Een kleine splitsing tussen endoderm (entoderm) en dooier vormt het archenteron.

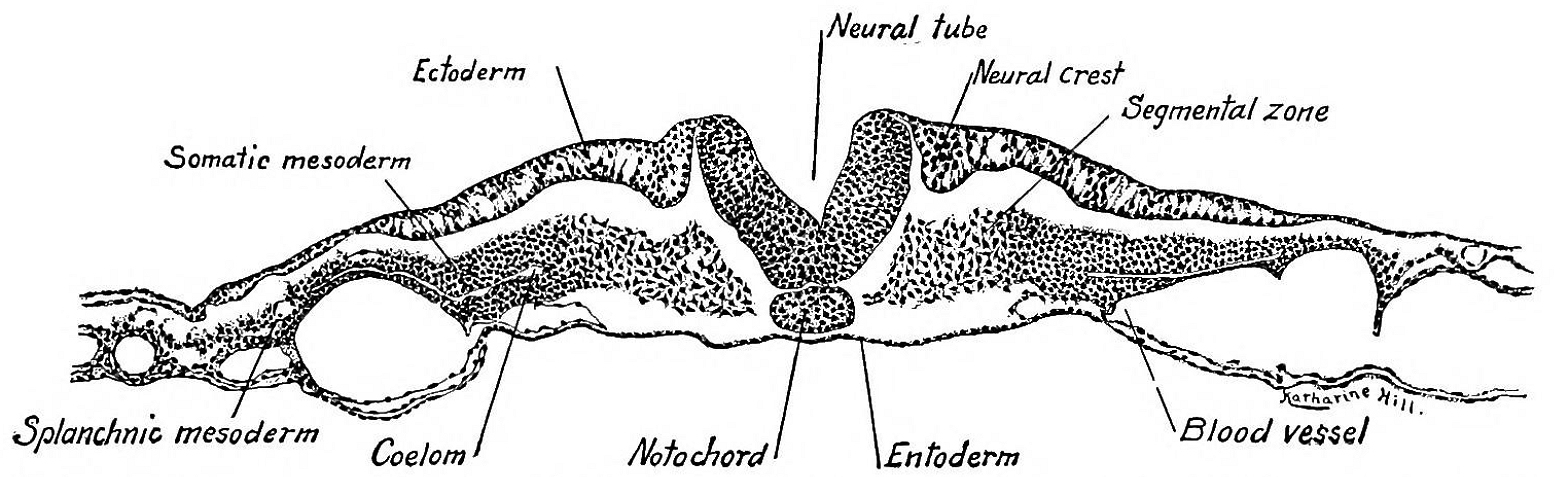
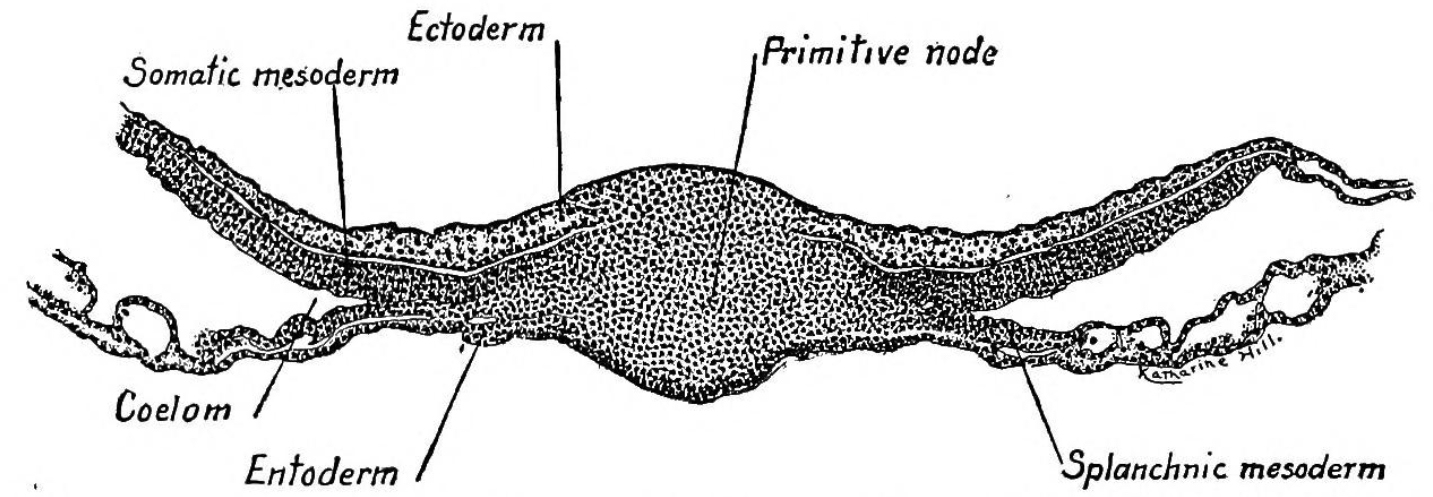
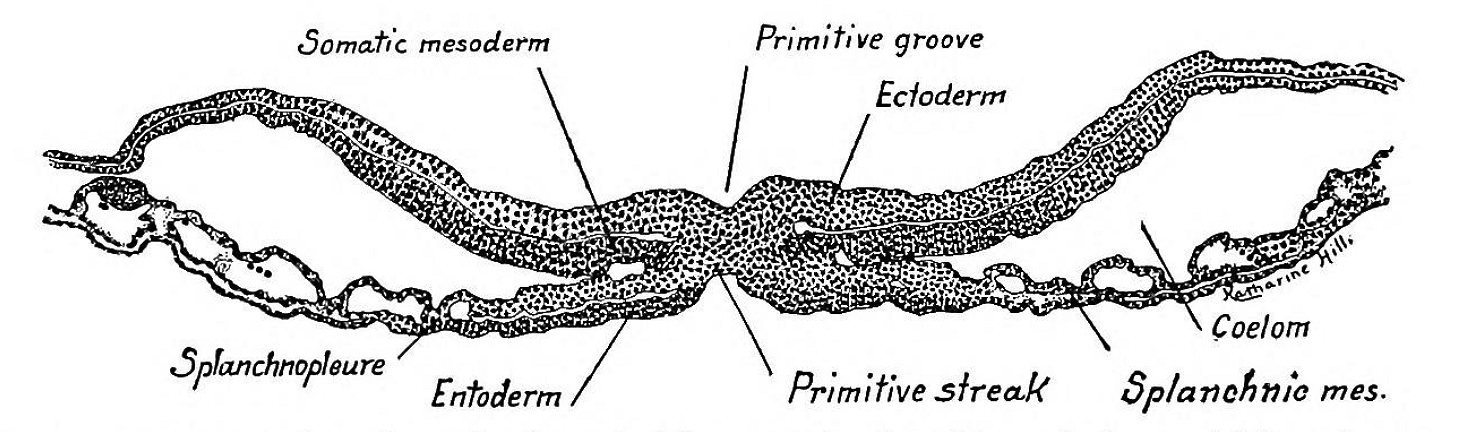

## Vorming bij zoogdieren

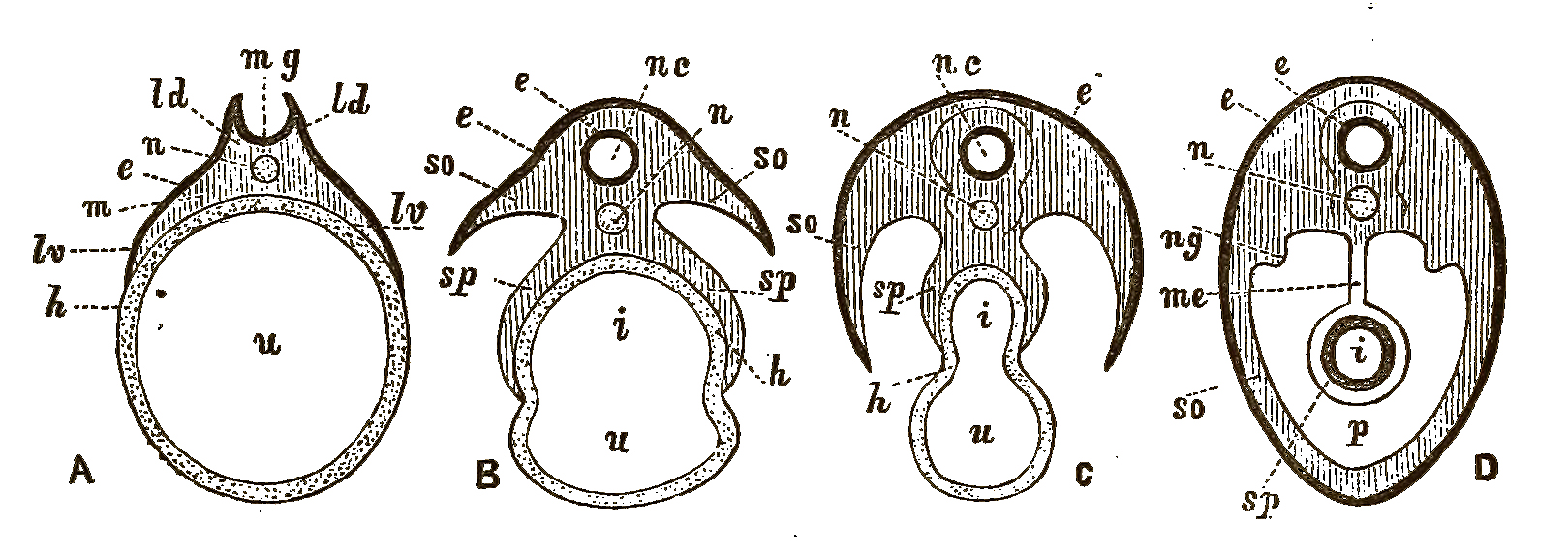
Invaginatie bij de kat. mg. neurale groef. e. Epiblast. m. Mesoblast. h. Hypoblast. ld. Laminae dorsaal. ly, Laminae ventrales. m. Chorda dorsalis. me. Neuraal kanaal. sp. Splanchnopleura. so. Somatopleura. i. Darm. (Archenteron) u. Navelblaasje. (dooierzak) ng. Uitgroeisels waarin primitieve urine- en geslachtsklieren ontstaan. P. Peritoneale holte.

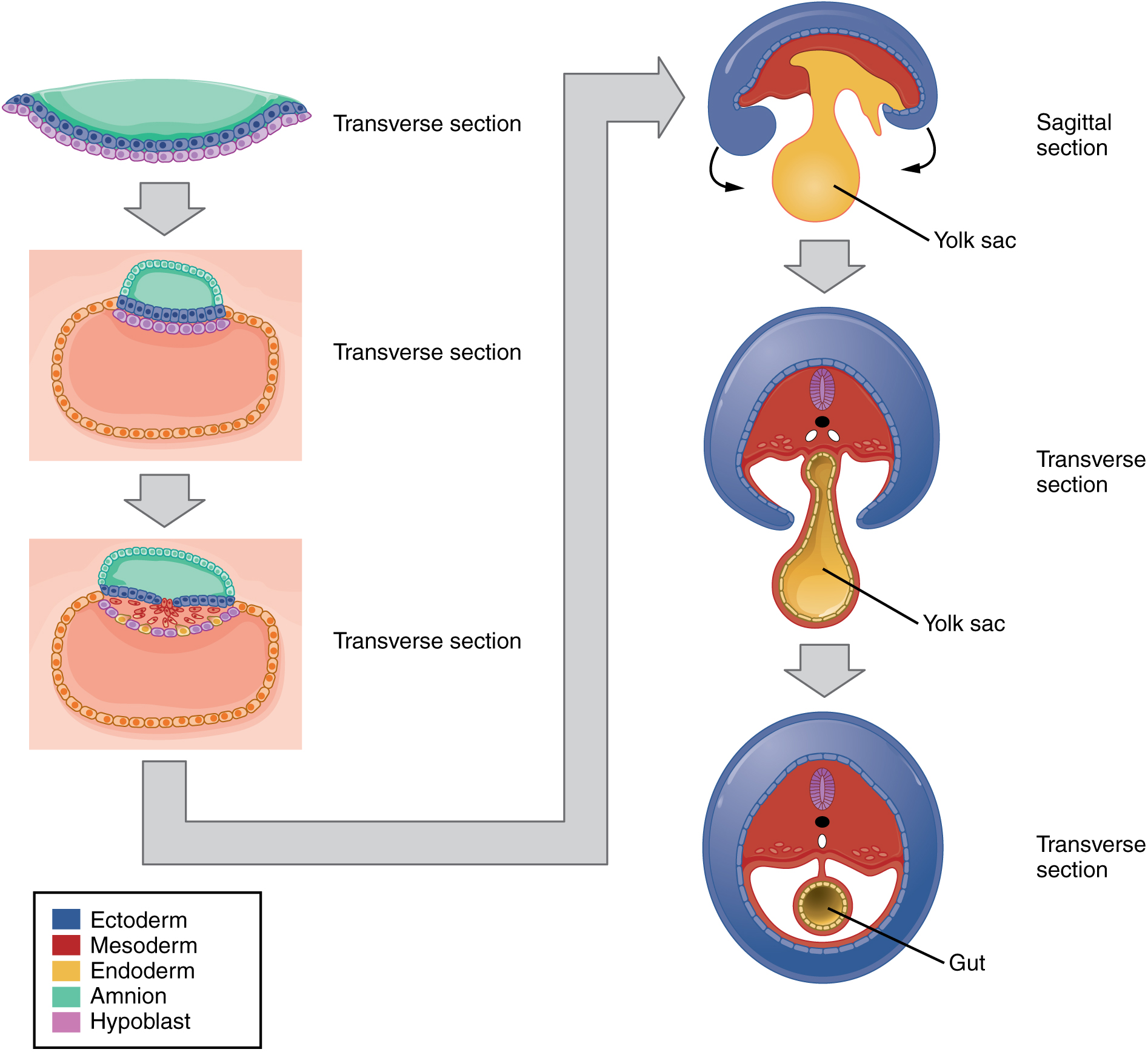
Invaginatie bij een menselijk embryo (holoblastische rotatieklieving). Yolk sac=dooierzak, Gut=archenteron

Zoogdieren hebben een holoblastische isolecithale rotatieklieving. In de kiemschijf bij de hechtsteel ontstaat een verdikking van de epiblast en een kleine instulping, waardoor de primitieve streep ontstaat. De primitieve streep wordt langer door migratie van cellen en vernauwing. De primitieve streep groeit tot halverwege het embryo en maakt daar de primitieve knoop. Dit is de plaats waar de meeste mesodermcellen ontstaan. Deze cellen gaan overal tussen de epi- en hypoblast zitten, behalve bij de prochordale plaat en op de plaatsen waar de mond en de anus zullen ontstaan, omdat epiblast en hypoblast daar aan elkaar blijven zitten. Het amnion groeit en stulpt in de lengte en aan de zijkanten om het embryo heen. Doordat het amnion om het embryo heen gaat liggen, wordt het endoderm van de dooierzak in het midden gevouwen en ontstaat er een buis, het archenteron, dat is bekleed met het endoderm van de dooierzak.

## Afbeeldingen

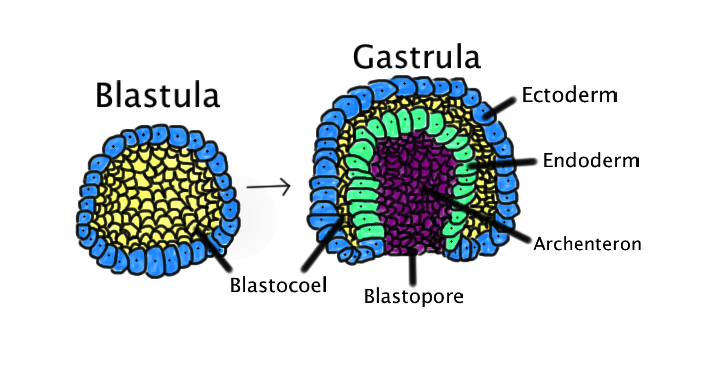
Gastrulatie vindt plaats als een blastula, bestaande uit één laag, zich naar binnen vouwt en groeit om een gastrula te vormen. Kleurcode bij deze afbeelding: ectoderm, blauw; endoderm, groen; blastocoel (dooierzak), geel; en archenteron, paars. (Afbeelding: Abigail Pyne)
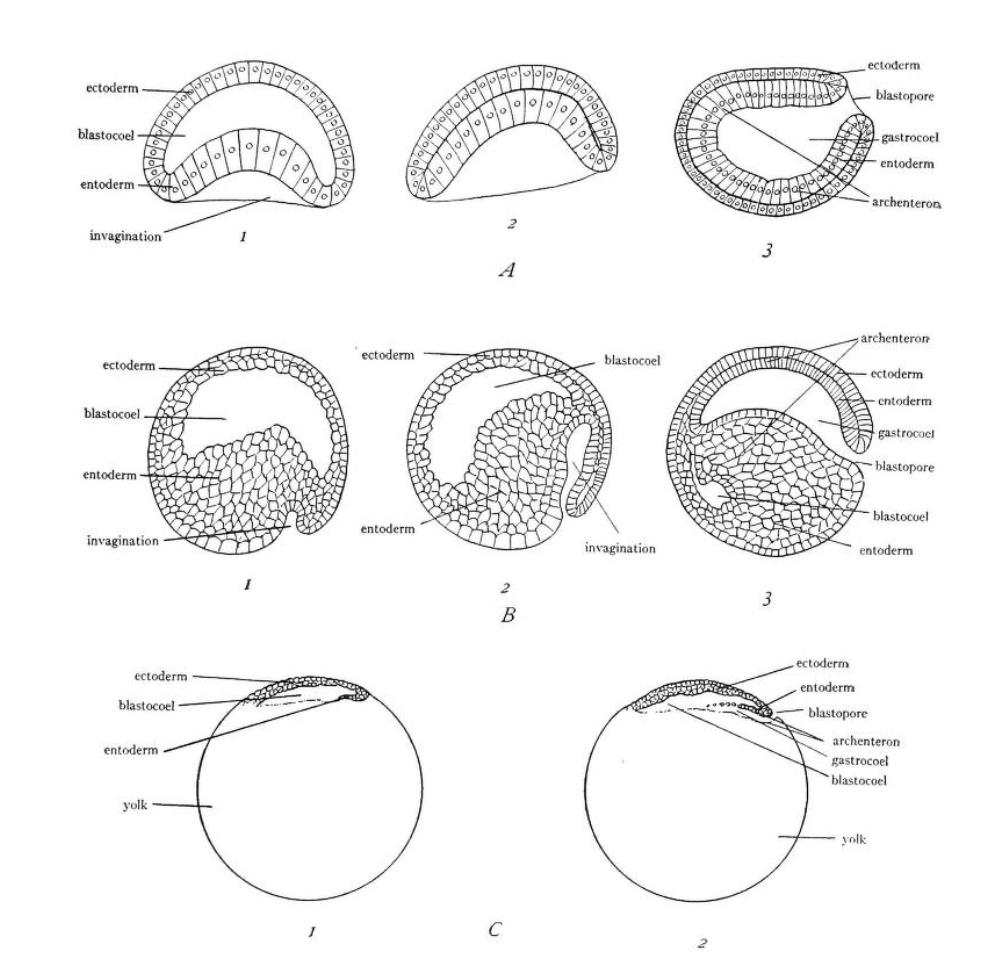
Gastrulatie en vorming van het entoderm in de drie soorten Chordadieren-embryo's. Alles weergegeven in de mediane sagittale doorsnede. A, lancetvisje (meroblastische, telolecithale, discoidale klieving); 1, begin van de instulping; 2, instulping voltooid; 3, voltooide gastrula met een wand van twee lagen, ectoderm en endoderm (entoderm), en een interne holte, de archenteron (gastrocoel).  In A3, B3 en C2 bevindt het voorste uiteinde van het embryo zich aan de linkerkant, het achterste uiteinde aan de rechterkant, het dorsale oppervlak boven, de ventrale onderkant.
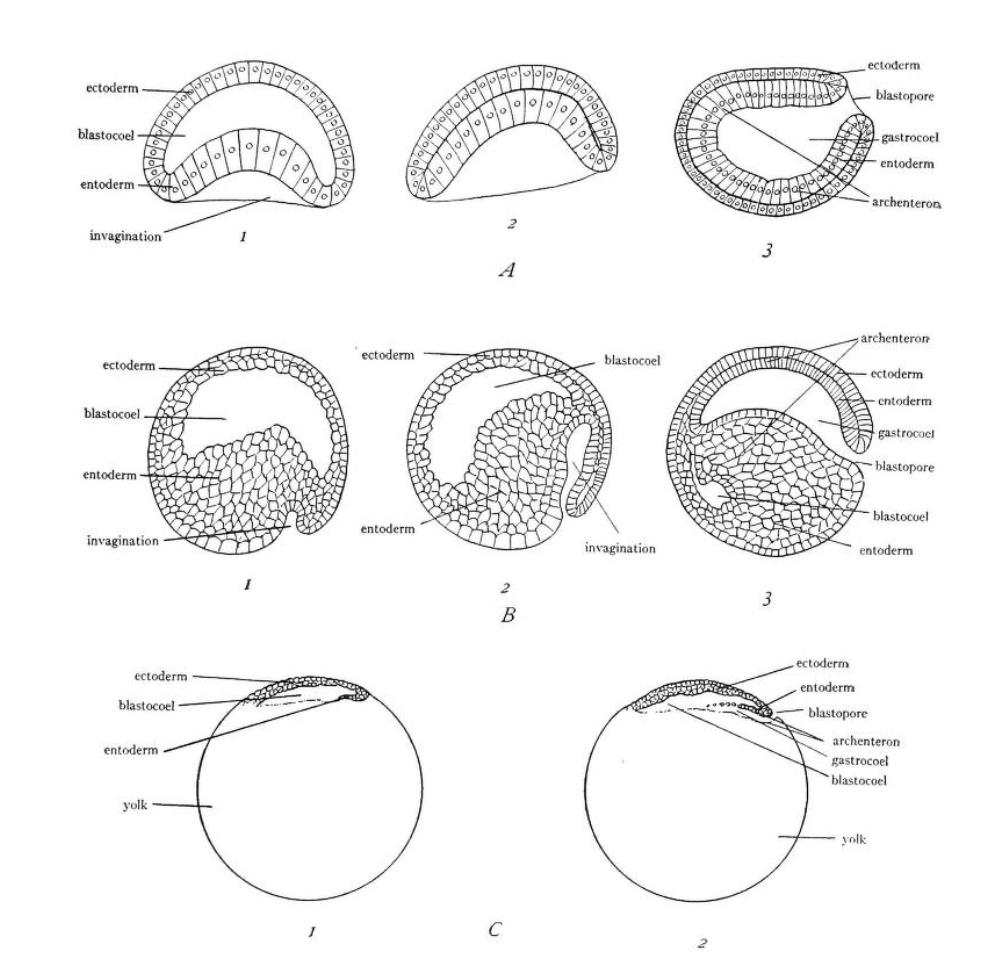
Gastrulatie en vorming van het entoderm in de drie soorten Chordadieren-embryo's. Alles weergegeven in de mediane sagittale doorsnede. B, amfibie (holoblastische mesolecitische ongelijke radiale klieving); 1, begin van de instulping; 2, voortgang van de instulping vergezeld van neerwaartse groei van het ectoderm; 3, voltooide gastrula, met zeer dik endoderm (entoderm) ventraal en een archenteron (gastrocoel). In A3, B3 en C2 bevindt het voorste uiteinde van het embryo zich aan de linkerkant, het achterste uiteinde aan de rechterkant, het dorsale oppervlak boven, de ventrale onderkant.
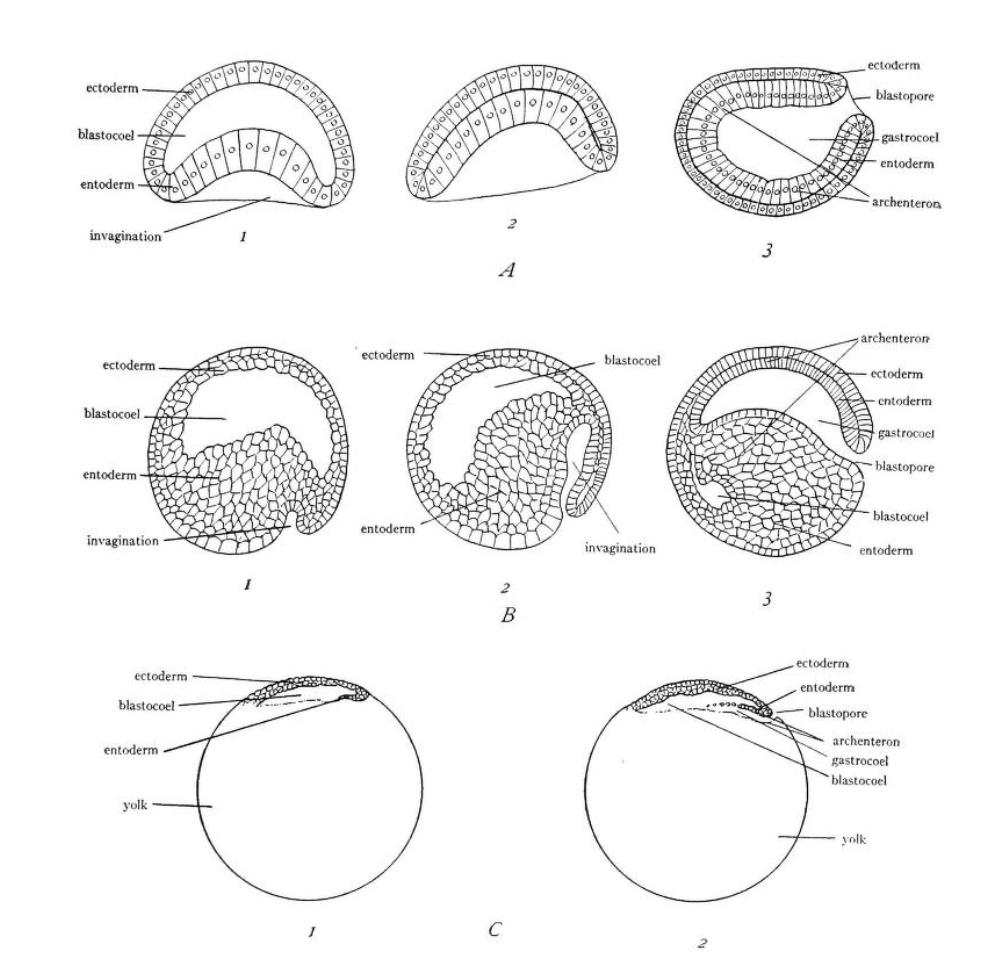
Gastrulatie en vorming van het entoderm in de drie soorten Chordadieren-embryo's. Alles weergegeven in de mediane sagittale doorsnede. C, reptiel of vogel (meroblastische telolecithale discoidale klieving); 1, de achterste rand van het blastoderm begint naar beneden te draaien; 2, voortzetting van de instulping; een kleine splitsing tussen endoderm (entoderm) en dooier vormt het archenteron (gastrocoel). In A3, B3 en C2 bevindt het voorste uiteinde van het embryo zich aan de linkerkant, het achterste uiteinde aan de rechterkant, het dorsale oppervlak boven, de ventrale onderkant.
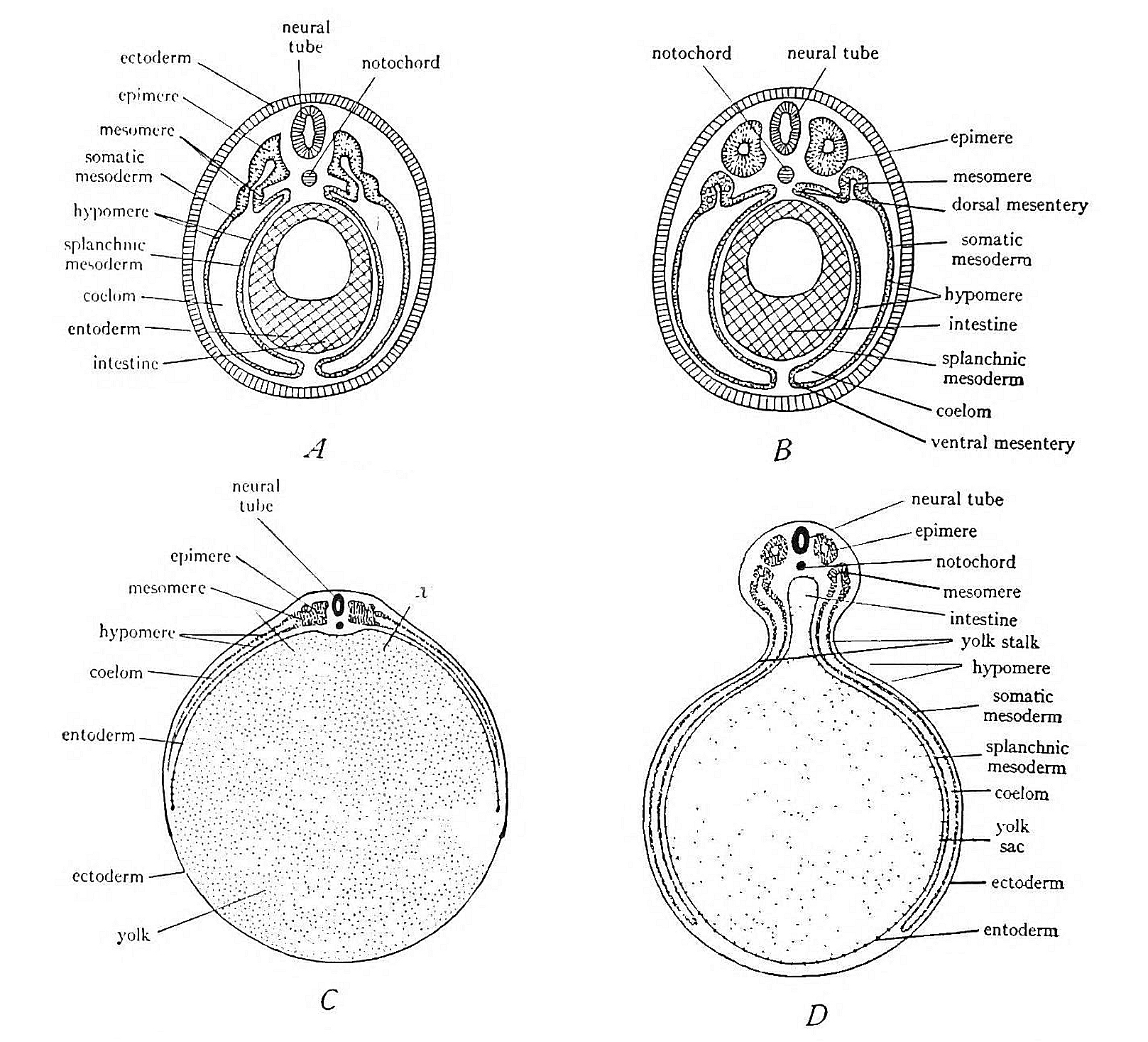
Diagrammen om de differentiatie van het mesoderm in holoblastische en meroblastische ontwikkelingstypen te tonen. A en B, holoblastisch type; C en D, meroblastisch type. entoderm=endoderm
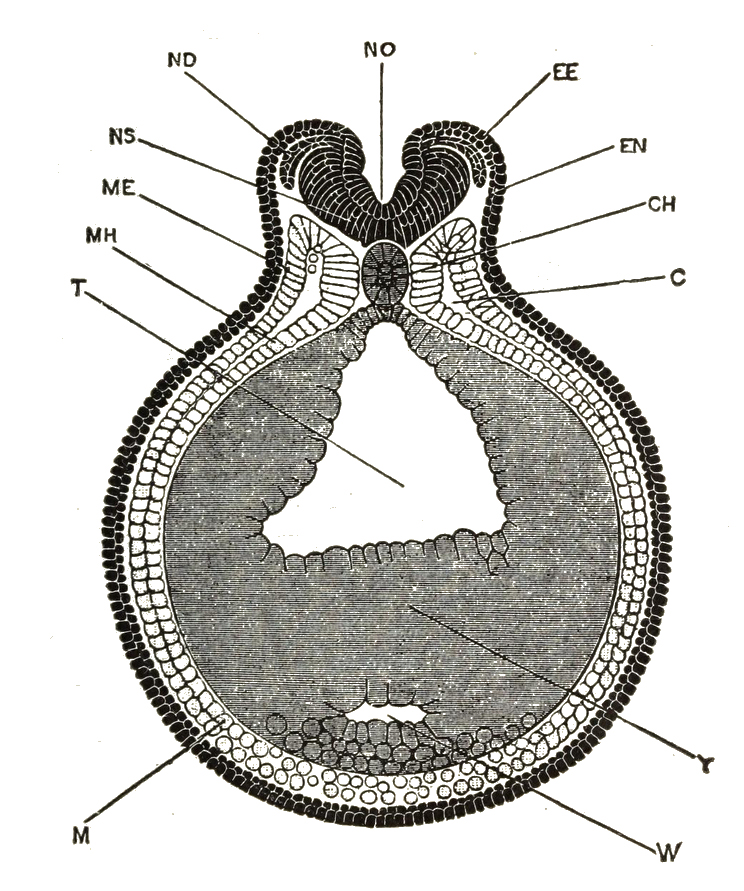
Dwarsdoorsnede kikkerembryo. (holoblastische mesolecitische ongelijke radiale klieving) C, coeloom of lichaamsholte; CH, chorda dorsalis ; EE, epidermische laag van ectoderm; NL, zenuwlaag van ectoderm; M, mesoderm; ME, buitenste of somatisch mesoderm; MH, binnenste of visceraal mesoderm; NEE, neurale groef; ND, dorsale wortel van de spinale zenuw; NS, ruggenmerg; T, archenteron; W, leverdivertikel; Y, dooier. (Na Marshall.)
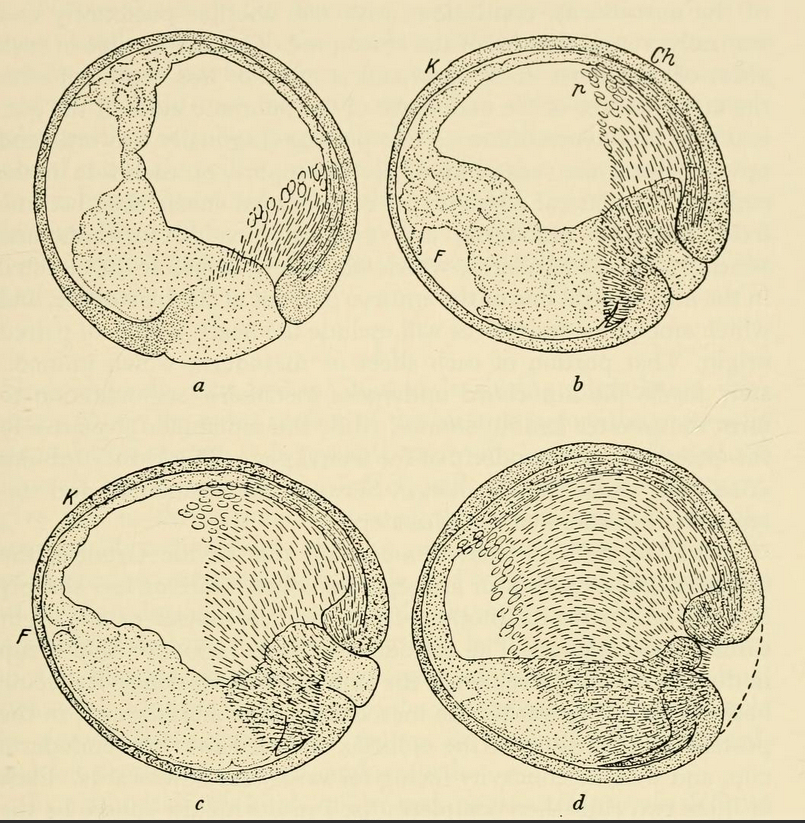
Instulping en mesodermvorming bij salamanders
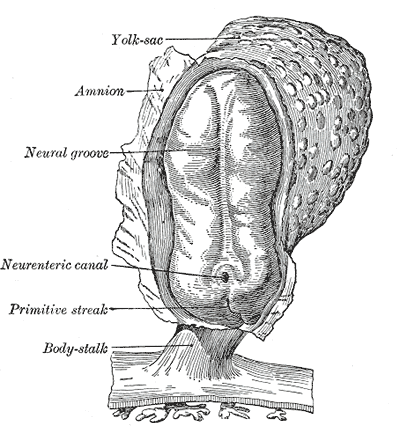
Menslijk embryo 2 mm lang. Dorsaal aanzicht, met een opengewerkt amnion X 30.